# Grand Ibijau
Nyctibius grandis
Espèce
Synonymes
- Caprimulgus grandis Gmelin, 1789
(protonyme)

Statut de conservation UICN

 LC  : Préoccupation mineure
Le Grand Ibijau (Nyctibius grandis) est une espèce d'oiseaux de la famille des Nyctibiidae. C’est le plus grand des Ibijaux et la plus grande espèce de l'ordre des Caprimulgiformes.
Le Grand Ibijau est un oiseau nocturne qui chasse principalement de grands insectes et de petits vertébrés. Sa caractéristique la plus connue est sans doute son cri, qui ressemble à un grognement ou à un gémissement et peut être entendu tout au long de la nuit.

## Description
Le Grand Ibijau a une tête particulièrement volumineuse par rapport au reste de son corps. Ses yeux sont également très grands. La couleur de l'iris varie du brun au jaune selon les individus. Cet oiseau est également reconnaissable à son bec court, très large et en grande partie recouvert de plumes.
Il a une couleur de fond de la partie supérieure[pas clair] grise ou brun-chamois mélangée avec du blanc en quantité variable, barrée légèrement ou intensément, et marbrée de gris, fauve ou brun fuligineux. La couverture des ailes extérieures est noir suie et lignée de marron. Les primaires et les secondaires sont noires, barrées indifféremment[pas clair] de gris foncé, avec les plumes extérieures marquées fortement de blanc à blanc grisâtre. La queue est barrée lourdement de blanc et de noir sombre, tachetée de chamois et de gris foncé. La gorge et l'avant-cou vont du chamois pâle à cannelle avec de fines rayures brisées et des points noir suie. La poitrine et les côtés sont un mélange de brun-chamois, chamois ou blanc terne, marbrés de brun et noir sombre tandis que l'abdomen est plus blanc. Une discrète bande noire sombre traverse la poitrine. Le dessous de la couverture caudale est blanc, avec un peu de brun foncé. Le dessous des ailes est ardoise noirâtre barré de blanc.

## Distribution géographique

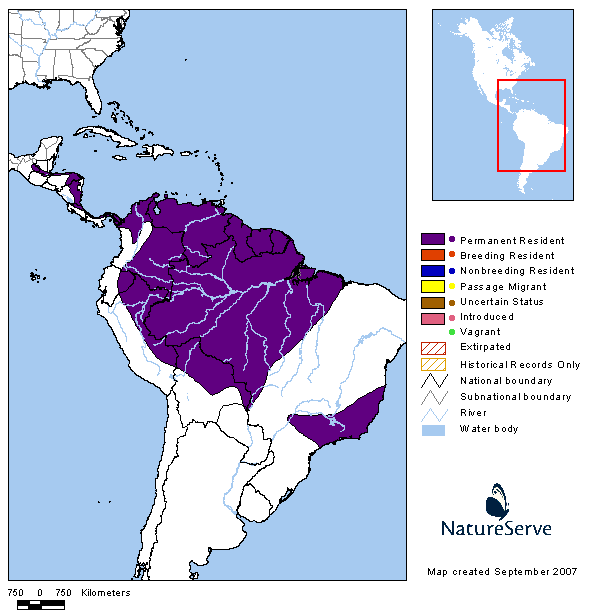
Distribution géographique du Grand Ibijau

Cette espèce vit en Amérique tropicale. Sa répartition géographique va du sud du Mexique à la Bolivie et au Brésil, en passant par le nord du Guatemala.

## Habitat

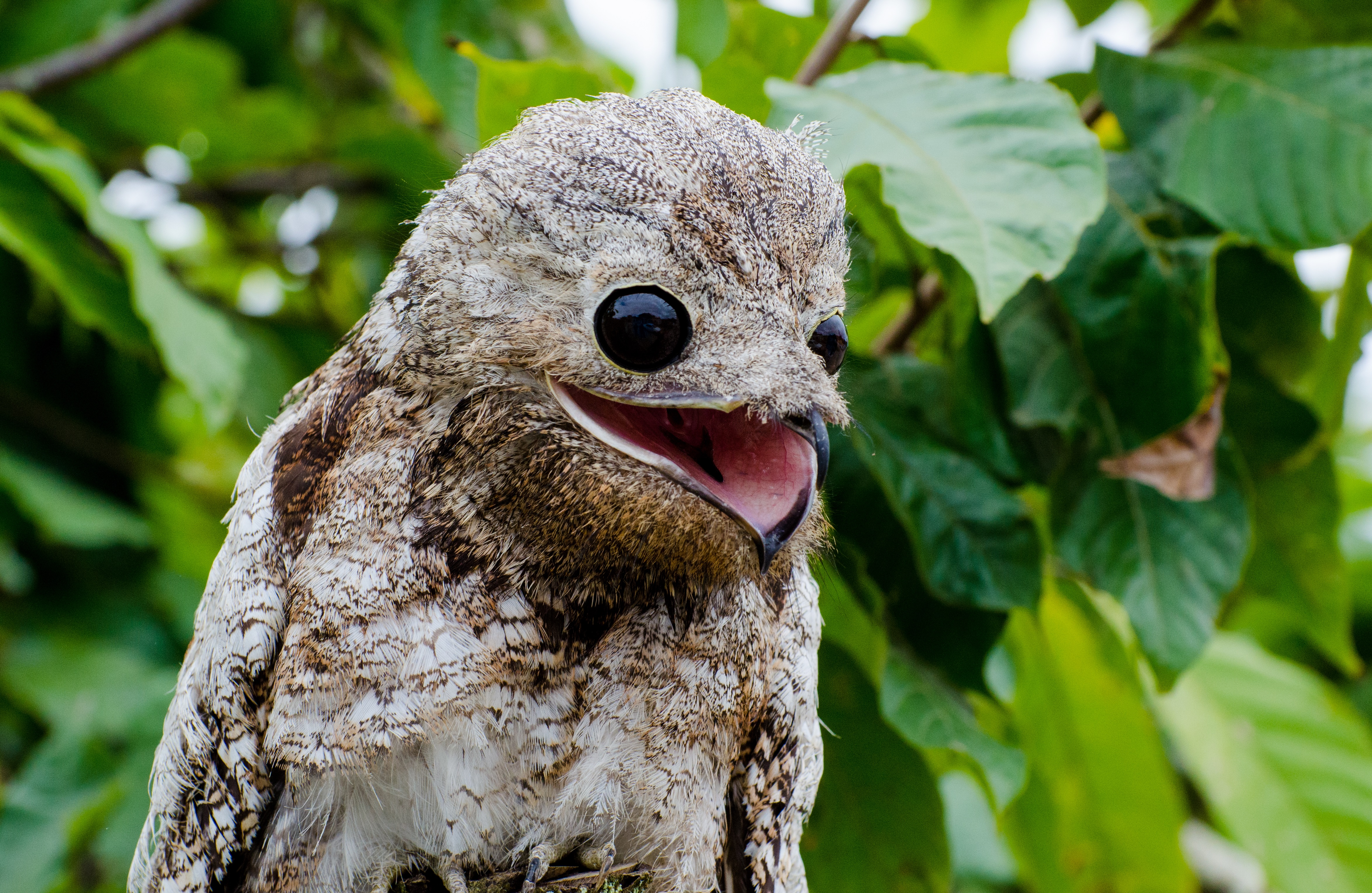
Grand Ibijau (Nyctibius grandis)

Le Grand Ibijau vit en général dans des forêts humides ou semi-humides. Il fréquente les lisières et les clairières des forêts denses de plaine.

## Comportement
Durant la journée, il est possible d'apercevoir ces oiseaux nichés dans de grands arbres, souvent à plus de 12 mètres de hauteur. Il est cependant difficile de les repérer, car leur plumage leur offre un excellent camouflage parmi les branches des arbres. De nuit, ils chassent en se positionnant sur des branchages plus proches du sol. Ils se nourrissent essentiellement d'insectes. Après avoir attrapé une proie, le Grand Ibijau revient presque toujours sur la branche d’où il s’était élancé.[réf. nécessaire]
La période de reproduction typique va de février à août, mais, en raison de sa large distribution géographique, il est possible de rencontrer des individus à la recherche de partenaires presque toute l'année.
Dans son habitat naturel, le Grand Ibijau adulte n'a aucun prédateur. Cependant, il reste près de son nid durant la journée pour protéger ses œufs, qui peuvent être mangés par des singes.

## Sous-espèces
Nyctibius grandis guatemalensis, considérée auparavant comme une sous-espèce, est désormais traitée comme monotypique (Cleere 1998).